# Tryphon explanatum
Tryphon explanatum är en stekelart som beskrevs av Cockerell 1919. Tryphon explanatum ingår i släktet Tryphon och familjen brokparasitsteklar. Inga underarter finns listade i Catalogue of Life.